# Craco
Craco – miejscowość i gmina we Włoszech, w regionie Basilicata, w prowincji Matera.  Według danych z 31 grudnia 2016 gminę zamieszkiwało 726 osób.

## Historia
Craco powstało w VIII wieku lub ok. 1060 roku, kiedy władzę w regionie sprawował arcybiskup Arnaldo. Craco wybudowano na zboczu wzgórza, głównie ze względów militarnych. Okres największego rozkwitu rozpoczął się w wieku XIII, gdy powstał w Craco uniwersytet i zamek, obecne były także liczne kaplice rozsiane po całym miasteczku.
W połowie XVI wieku miasto osiągnęło najwyższą w swojej historii populację − 2590 osób. Pod koniec XIX wieku zamieszkiwało w mieście 2000 mieszkańców, głównie rolników. Miasto zostało opuszczone w połowie XX wieku, gdy w okolicy zaczęły powtarzać się trzęsienia ziemi, które spowodowały osuwanie się gruntu. W 1963 roku podjęto decyzję o opuszczeniu miejscowości przez ludność, gdy wykryto duże osuwisko i osiedleniu ich w nowym mieście w dolinie – Craco Peschiera.
Ostatecznie ostatni mieszkańcy opuścili Craco w 1991 roku. W 2010 World Monuments Fund zaliczył ją do najbardziej zagrożonych zniszczeniem obiektów zabytkowych na świecie.
Miasto jest celem podróży turystów i pielgrzymów, a także planem filmowym.

## Plan zdjęciowy
W Craco kręcono część scen do Quantum of Solace w reżyserii Marca Forstera oraz scenę śmierci Judasza w Pasji w reżyserii Mela Gibsona.
Innymi filmami nakręconymi w Craco są:
- 1952: Wilczyca, w reżyserii Alberta Lattuady
- 1979: Chrystus zatrzymał się w Eboli, w reżyserii Francesco Rosi
- 1985: Król Dawid, w reżyserii Bruce'a Beresforda
- 1986: Saving Grace, w reżyserii Roberta M. Younga
- 1990: Słońce także nocą, w reżyserii Paolo i Vittorio Taviani
- 1996: Ninfa Plebea, w reżyserii Liny Wertmüller
- 2006: Narodzenie, w reżyserii Catherine Hardwicke.